# Ferrovia Montebelluna-Susegana
La ferrovia Montebelluna-Susegana era una linea ferroviaria italiana a doppio binario non elettrificata. Fu costruita ex novo per la sola sezione tra Montebelluna e il Bivio Piave posto sulla Mestre-Udine, in quanto la tratta tra questa località ferroviaria e la stazione di Susegana, avente lo scopo di attraversare il Piave, era in comune con quest'ultima linea.
I servizi ferroviari locali erano invece svolti tra Montebelluna e Conegliano.

## Storia

### Prodromi
La Montebelluna-Susegana fu concepita nei primi anni 10 del XX secolo in un contesto più strategico che economico, in cui la politica tendeva a privilegiare le infrastrutture che potevano rendersi necessarie nel caso di un conflitto con l'Impero Austroungarico finalizzato alla liberazione delle cosiddette "terre irredente" di Trento e Trieste.
In questo quadro strategico la ferrovia Montebelluna-Susegana avrebbe permesso l'inoltro verso il fronte dei convogli provenienti dalle zone più industrializzate del nord-ovest che, giunti dalle direzioni di Torino, Genova, Milano e Verona, avrebbero proseguito verso le zone di operazione attraverso Vicenza, Castelfranco Veneto, Susegana, Conegliano e Udine su una linea interamente a doppio binario, evitando l'inversione di marcia a Montebelluna grazie a un raccordo, anch'esso a doppio binario, tra la linea proveniente da Castelfranco Veneto e la Montebelluna-Susegana stessa.
La Montebelluna-Susegana avrebbe permesso inoltre l'invio verso il fronte dei treni provenienti dal sud che, giunti dalla direzione di Bologna, avrebbero proseguito lungo il raccordo Padova Campo di Marte-Vigodarzere (che sovrappassa la Milano-Venezia), Camposampiero, Castelfranco Veneto e quindi sull'itinerario descritto, sfruttando anch'essi il raccordo che evitava di invertire il senso di marcia a Montebelluna.
Nello stesso contesto strategico furono prese in considerazione altre linee al fine di creare un efficace sistema di trasporto in Veneto e Friuli ma, nonostante la necessità bellica di collegamenti ferroviari la Montebelluna-Susegana, che con il quasi coevo raddoppio della Castelfranco-Montebelluna, permetteva di sgravare totalmente dal traffico militare il nodo di Treviso, e in parte quello di Mestre, fu l'unica linea statale a essere attivata in quel periodo nel Nordest.
In particolare con regio decreto 1º novembre 1914, n. 1241 venne autorizzata la costruzione a cura diretta dello Stato delle ferrovie Montebelluna-Susegana e Udine-Maiano, nonché del tronco ferroviario Sacile-Aviano, ma la costruzione della Udine-Maiano, iniziata nel 1914, non fu mai completata, mentre il tronco Sacile-Aviano, prolungato a Pinzano, fu aperto al traffico soltanto nel 1930.
La progettazione della ferrovia ostacolò, di fatto, i progetti di espansione della tranviaria che la Società Veneta stava sviluppando nella zona con l'apertura, avvenuta nel 1913, delle tranvie Montebelluna-Valdobbiadene e Montebelluna-Asolo, la seconda delle quali avrebbe dovuto rappresentare il tronco intermedio di un auspicato collegamento fra Bassano del Grappa e Ponte della Priula, rispetto al quale la nuova arteria si poneva in diretta concorrenza.

### Apertura ed esercizio durante la prima guerra mondiale
Il progetto della Montebelluna-Susegana fu elaborato dalle Ferrovie dello Stato e presentato il 12 settembre 1914 al Ministero dei Lavori Pubblici che lo approvò il 28 novembre successivo.
La linea fu attivata urgentemente nella notte del 15 maggio 1916 (il 25 maggio 1916 secondo altre fonti) con l'Ordine di Servizio n. 96 pubblicato sul Bollettino Ufficiale delle Ferrovie dello Stato dello stesso mese, nell'infuriare della Strafexpedition, con i primi fabbricati di servizio realizzati provvisoriamente in legno, e grazie al precedente raddoppio delle tratte Padova-Castelfranco, Vicenza-Castelfranco e Castelfranco-Montebelluna, quest'ultima attivata il 10 aprile 1916, cominciò a essere sfruttata in modo proficuo ai fini militari, cioè per il motivo sostanziale per il quale era stata costruita.
Benché concepita per fini bellici, le intenzioni di rendere pubblico l'esercizio della Montebelluna-Susegana si manifestarono, meno di un anno dopo la sua frettolosa attivazione a conflitto in corso, con il Decreto-Legge Luogotenenziale 15 febbraio 1917, n. 342, convertito in legge il 18 marzo dello stesso anno, che stanziava ulteriori fondi per renderla atta al completo servizio pubblico, intento che però non fu possibile realizzare se non a guerra conclusa.
Con lo sfondamento austro-tedesco di Caporetto fu presto coinvolta dagli eventi bellici e danneggiata gravemente. Gli estesi rilevati delle curve di Nervesa, così come il corrispondente sulla Mestre-Udine tra Spresiano e il Piave, furono proficuamente utilizzati dal Regio Esercito impegnato a sottrarsi dal tiro nemico. Lungo la Pontebbana, che costeggia la ferrovia, sono ancora pressoché intatti e visitabili molti dei bunker costruiti in quel tempo. Dopo la Battaglia di Caporetto, la linea funse da confine tra la terra rimasta italiana e la terra occupata dalle forze degli Imperi centrali le quali erano riuscite a superare il Piave in più punti, senza però mai riuscire ad attestarsi stabilmente oltre la ferrovia.

### Da doppio a semplice binario
A seguito dei pesanti danni subiti nel conflitto la Montebelluna-Susegana fu riattivata soltanto il 1º aprile 1920 provvisoriamente a semplice binario, ma con l'importante novità che la linea, fino allora esercita per conto esclusivo dell'Autorità militare, sarebbe stata aperta al pubblico servizio a partire dalla stessa data, mentre il raccordo a doppio binario fra la linea stessa e la Montebelluna-Castelfranco Veneto avrebbe continuato a essere esercitato come "binario sussidiario di servizio", cioè da utilizzarsi solo in particolari contingenze.
L'esercizio a doppio binario riprese il 1º marzo 1925, ma non vennero contestualmente ripristinati i bivi San Gaetano e Feltrina ai capi del raccordo a doppio binario rimasto inutilizzato. Quest'ultimo, venuto meno l'interesse strategico per la linea, venne formalmente dismesso nel 1930.
La riduzione da doppio a semplice binario che voci ed elementi contrastanti collocano nell'arco temporale 1939-1945 non è documentata dagli ordini di servizio FS; secondo le voci più insistenti raccolte da Baldanello, Mozzoni e Voltan nel loro studio sulla linea, il binario dispari fu asportato entro il 1940 per armare la tratta terminale Grisignano di Zocco-Treviso Porta Santi Quaranta della ferrovia Ostiglia-Treviso, considerata allora di elevato valore strategico, aperta al traffico il 28 ottobre 1941.

### Declino e chiusura
Dopo il secondo conflitto il traffico decadde e presto la linea venne privata in gran parte del traffico merci che ne aveva favorito la costruzione. Divenuta una ferrovia secondaria fu coinvolta nella crisi del sistema dei trasporti ferroviari degli anni sessanta. Nel 1964 ad esempio si contavano solo due coppie di treni locali tra Montebelluna e Conegliano e infatti nel 1966 la linea fu soppressa insieme a molte altre ferrovie. Nonostante la chiusura della linea ferroviaria, negli anni settanta le ferrovie dello Stato organizzavano ancora, tra Montebelluna e Conegliano, dei servizi di trasporto sostitutivi.
La linea rimase in attività, come raccordo, fino a Giavera al servizio di un deposito militare e fu pertanto percorsa da sporadiche tradotte. Perso anche questo traffico, la linea fu successivamente riattivata per i primi chilometri da Bivio Piave (rinominato nel frattempo raccordo Giavera) verso Nervesa, al servizio di una industria locale confinante con essa che la utilizzava come raccordo per il trasporto dei propri materiali. Va tuttavia ricordato che per servire questo raccordo venne riarmato l'ex binario dispari della linea, mentre quello propriamente appartenente alla Montebelluna-Susegana (ex pari) rimase armato con l'armamento originale e interrotto presso l'ex bivio Piave. Divenne successivamente a suo malgrado famosa perché venne minata in alcuni punti per eseguire delle perizie ordinate dalla magistratura.
La ferrovia è stata ufficialmente soppressa con il decreto del presidente della Repubblica 18 aprile 1984, n. 140.
Nel 2020 il tratto della da Montebelluna a Nervesa della Battaglia è stato convertito e riaperto come percorso ciclo-pedonale "La Tradotta".

## Caratteristiche
La Montebelluna-Susegana, nota ai cittadini montebellunesi come "linea della Fonda", era una ferrovia a doppio binario lunga 19,040 km, di cui 1,030 km in comune con la linea per Udine tra il Bivio Piave e Susegana (secondo un'altra fonte era lunga 20,439 km di cui 1,969 km tra la stazione di Susegana e il Bivio Piave e 18,470 km tra quest'ultima località ferroviaria e la stazione di Montebelluna).
Lo scartamento adottato era quello ordinario di 1.435 mm, misura standard dell'epoca di costruzione.
La velocità massima in entrambi i sensi di marcia era di 60 km/h, che con l'avvento dei mezzi leggeri negli anni 30 del XX secolo salì a 80 km/h per i soli treni composti da automotrici.
Il massimo carico assiale ammesso era di 16 tonnellate/asse.
Escluso il ponte sul Piave, appartenente alla preesistente Mestre-Udine, l'unica opera di rilievo era il ponte in calcestruzzo con luce obliqua di 10 m sulla Pontebbana.
Con la Montebelluna-Susegana fu realizzato il raccordo ii trincea (da cui deriva il soprannome di "linea della Fonda")  tra le linee Castelfranco-Montebelluna e Montebelluna-Susegana, che con un percorso a doppio binario della lunghezza di circa 2,117 km che sottopassava la Montebelluna-Treviso, congiungeva le due ferrovie tra il Bivio San Gaetano, sulla prima, e il Bivio Feltrina, sull'altra, evitando l'inversione del senso di marcia a Montebelluna.
Per evitare il cambio di numero a Susegana, la numerazione dei treni fu stabilita considerando prioritaria quella della più importante Venezia-Udine, con i treni dispari nel senso nord-sud e quelli pari da sud a nord; di conseguenza venne definito pari il binario da ovest a est (Montebelluna-Susegana) e dispari quello da est a ovest (Susegana-Montebelluna), applicando al contrario la regola normalmente usata.
La linea fu realizzata adottando i fabbricati in stile unificato delle Ferrovie dello Stato con la particolarità che pur essendo stata progettata e costruita a doppio binario i caselli sono del tipo ridotto.

## Percorso
| Continuation backward |

| Station on track |

| Unknown route-map component "dCONTgq" | Unknown route-map component "eABZq2" + Unknown route-map component "ÜWu2" | Unknown route-map component "xABZg3" + One way rightward |  | Unknown route-map component "d" |

| Unknown route-map component "CONT1" | Unknown route-map component "exABZg+4u" |  |

| Unknown route-map component "exSTR" |

| Unknown route-map component "exSBRÜCKE" |

| Unknown route-map component "exBHF" |

| Unknown route-map component "exHST" |

|  | Unknown route-map component "exABZgl" | Unknown route-map component "exCONTfq" |

| Unknown route-map component "exBHF" |

| Unknown route-map component "exSTRo" |

| Unknown route-map component "CONTgq" | Unknown route-map component "xABZg+r" |  |

| Unknown route-map component "hKRZWae" |

| Station on track |

| Continuation forward |

La linea a doppio binario si staccava dalla radice sud-est della stazione di Montebelluna e con una grande curva si portava in direzione est, affiancandosi al raccordo, pure a doppio binario, proveniente dal Bivio San Gaetano sulla linea di Castelfranco Veneto e confluente nel Bivio Feltrina, quindi correva alle falde del Montello a sud della strada statale 248.
Dopo aver superato le stazioni di Volpago, Giavera e Nervesa, la linea si distaccava dal Montello  con un percorso a "S" in rilevato, composto da una curva a sud-est all'uscita di Nervesa, un tratto rettilineo praticamente parallelo al Piave e una controcurva a nord-est con cui si portava su un ulteriore tratto rettilineo che, dopo aver scavalcato la strada statale 13 Pontebbana, si innestava con il Bivio Piave nella preesistente Mestre-Udine, sulla quale proseguiva sul lungo ponte sul Piave fino alla stazione di Susegana.

### Stazione di Montebelluna
È una stazione ferroviaria della linea Belluno–Treviso a servizio della città di Montebelluna, da cui si dirama la linea per Camposampiero.

### Bivi San Gaetano e Feltrina
I bivi San Gaetano e Feltrina erano situati alle estremità del raccordo a doppio binario che permetteva il passaggio tra le linee di Castelfranco e Susegana evitando l'inversione di marcia a Montebelluna. Entrambi i posti di servizio erano dotati di una cabina per il deviatore, che nel 2018 risultava ancora presente al Bivio Feltrina, mentre non esisteva più quella del Bivio San Gaetano.
In prossimità di ciascun bivio sorgevano due caselli, di cui quello presso il Bivio Feltrina era al servizio del passaggio a livello posto originariamente sulla omonima via e successivamente sostituito da un cavalcavia.

### Stazione di Volpago
La stazione di Volpago si sviluppava in rettilineo ed era dotata in origine di due binari di corsa e due di ricovero/precedenze ai quali si accedeva solo per retrocessione, in modo che i treni in transito incontrassero i deviatoi, compresi quelli delle comunicazioni tra i binari di corsa e verso il magazzino merci, esclusivamente di calcio e mai di punta, evitando così la necessità della fermascambiatura (cioè del bloccaggio meccanico degli aghi).
Entrambi i binari di corsa erano dotati di marciapiede, con il primo (pari) servito dal marciapiede del fabbricato viaggiatori e il secondo (dispari) servito da un marciapiede situato tra il secondo e il terzo binario.
I fabbricati di servizio, costruiti provvisoriamente in legno, furono completati soltanto dopo la Prima Guerra Mondiale con la realizzazione di un fabbricato viaggiatori a due piani e cinque ordini di finestre, un piano caricatore con magazzino merci asservito da un binario dedicato e due serbatoi idrici per l'alimentazione delle locomotive a vapore.
Nel periodo di esercizio svolto per conto dell'Autorità militare, Volpago, talvolta denominata impropriamente stazione, era in realtà un posto di movimento, ovvero un impianto dove venivano effettuate manovre, incroci e precedenze, ma non servizio pubblico viaggiatori o merci. Divenne stazione a pieno titolo soltanto il  1º aprile 1920, acquisendo l'abilitazione per il servizio pubblico con la riapertura della linea a semplice binario dopo le distruzioni del primo conflitto mondiale. La riattivazione della stazione avvenne con il primo binario (pari) usato come binario di corsa, il secondo (ex dispari) usato come binario di incrocio e i binari di ricovero/precedenze e del magazzino merci mantenuti nella configurazione anteguerra.
La riattivazione del secondo binario della Montebelluna-Susegana avvenne il 1º marzo 1925, riportando il piano binari di Volpago all'assetto originale.
Nel periodo compreso tra il 1939 e il 1945 la linea subì l'asportazione del binario dispari e venne riaperta nel 1946 definitivamente a semplice binario con il piazzale di Volpago tornato alla configurazione del 1920, ulteriormente ridotta con la rimozione del binario di ricovero dispari; per contro fu aggiunto un binario allo scalo merci.
Dal 1º giugno 1957 venne inibito l'accesso ai binari di incrocio e precedenza, mantenendo operativi soltanto i deviatoi necessari per il servizio merci; dallo stesso giorno la stazione di Volpago fu trasformata in fermata presenziata.
Il 20 giugno 1966 venne soppresso il servizio ferroviario e istituito un autoservizio sostitutivo.
La stazione di Volpago fu disarmata verso la fine degli anni 1980, dopo la soppressione della linea decretata nel 1984.
Tutti gli edifici sono ancora presenti e in discreto stato di conservazione (ad esclusione del fatiscente posto di guardia). Il fabbricato viaggiatori è ancora fornito della garitta in ferro ad uso del personale del movimento per il controllo dei treni in transito; nella stessa (lato binari) sono ancora presenti le leve dei rimandi per la manovra degli apparati di segnalamento e sicurezza. Gli alloggi al piano superiore del fabbricato viaggiatori sono attualmente disabitati. L'area è ancora di proprietà del gruppo FS Italiane.

### Fermata di Giavera
Tale impianto venne attivato nel 1925, come testimoniato dal fatto che quello che inizialmente era il binario dispari è sprovvisto delle banchine ad uso del servizio viaggiatori (o tracce di esse, mentre sono presenti numerose vestigia degli impianti di sicurezza e segnalamento presenti in loco).È probabile che allo scopo venne riconvertita la casa cantoniera singola (in stile unificato FS) posta lungo la strada che conduceva ad Arcade, anche se va fatto notare che il Comune deve essersi prodigato molto nel richiedere la fermata in quanto per collegare il paese alla stessa è ancora presente il tipico viale alberato denominato ancora viale della Stazione.
Il fabbricato viaggiatori, attualmente riconvertito in abitazione privata, presenta ancora evidente la scritta indicatrice. Nella fermata e ancora presente il binario passante (sempre quello ex pari) che tuttavia cessa poco oltre l'impianto. Sul lato nord dell'edificio è ancora presente l'asta di manovra per il raccordo militare di Giavera (che superava anch'esso la strada).

### Stazione di Nervesa
La stazione di Nervesa era identica per tipologia a quella di Volpago, con la particolarità di essere totalmente in curva (verso destra per il senso pari). Anche in questo impianto il binario n.1 divenne quello di corretto tracciato dopo la trasformazione della linea a binario unico. Va sottolineato che l'attuale via XV Giugno, che taglia l'impianto all'altezza del piano di carico, originariamente non esisteva e la via generale Vaccari terminava nel piazzale Roma antistante il fabbricato viaggiatori della stazione. L'impianto risulta ancora armato (in parte con i primi tipi di traverse in calcestruzzo) e dotato di doppio segnalamento di protezione e partenza. Il fabbricato viaggiatori è in stato di abbandono e risulta essere in pessimo stato di conservazione e con il tetto parzialmente crollato; sulla facciata lato binari sopra le porte di accesso vi sono ancora le scritte Capo Stazione e Sala di 1/a e 2/a classe. Presenti ancora anche i marciapiedi a servizio dei viaggiatori.
L'attiguo magazzino merci, con piano di carico, è utilizzato da una ditta dirimpettaia come deposito di masserizie varie.

### Bivio Piave
Il Bivio Piave era un posto di manovra con personale, che serviva per il controllo dei transiti e dei deviatoi posti sulla linea Venezia-Udine, nel punto dove confluiva la Montebelluna-Susegana. Al 2011, i deviatoi non sono più esistenti ma la struttura è tuttavia esistente e in buone condizioni, anche se in stato di abbandono; l'attigua casa cantoniera sulla Venezia-Udine è ancora abitata.

### Stazione di Susegana
È una stazione ferroviaria della linea Venezia – Udine ed è posta presso la frazione di Ponte della Priula di Susegana.

### Il sistema dei bivi di Montebelluna
| Continuation backward |  | Unknown route-map component "d" |

| Unknown route-map component "eHST" |  | Unknown route-map component "d" |

|  | Unknown route-map component "xkABZg2" |  | Unknown route-map component "STRc2" | Unknown route-map component "d-CONT3" |

| Unknown route-map component "STR+l" | Unknown route-map component "xKRZu+k1x2" | Unknown route-map component "kABZq+4x3" | Unknown route-map component "BHFr+1" | Unknown route-map component "dSTRc4" |

| Continuation forward | Unknown route-map component "exkABZg+1" |  |  | Unknown route-map component "d" |

| Unknown route-map component "exHST" |  | Unknown route-map component "d" |

| Unknown route-map component "exSBRÜCKE" |  | Unknown route-map component "d" |

| Unknown route-map component "exCONTf" |  | Unknown route-map component "d" |